# Didymella urticicola
Didymella urticicola är en svampart som beskrevs av Aa & Boerema 1976. Didymella urticicola ingår i släktet Didymella, ordningen Pleosporales, klassen Dothideomycetes, divisionen sporsäcksvampar och riket svampar.   Inga underarter finns listade i Catalogue of Life.